# 新界東北總鐸區
新界東北總鐸區（英語：North-East New Territories Deanery）是天主教教會行政層級，由位於香港新界東北部的多個堂區所構成。

## 法律條文
總鐸區之成立被規範在教會法374條第2項。該法條說明為了方便進行教務的管理可由幾個鄰近堂區組成特定群體，並以總鐸區為例。不過是否成立總鐸區仍然是教區主教或是類似教區的地方教會之教長及其幕僚的選擇。此外在天主教一個總鐸區是由主教在考量轄下總鐸區供職的神父們的建言及自己的考慮後，須在總鐸區內任命一位神父為總鐸。總鐸一職的任期應由教區的特別法規範，並由主教保留撤換總鐸之權。
而總鐸必須負責自己管理的總鐸區內牧靈活動的協調；各神職人員的職責之督導；維持教會儀式能按規舉行，並盡量維護總鐸區內的大小事務的運作，如房屋修繕等。此外亦當關注總鐸區內的神職人員定期參與神學研討會及靈修上的輔助，並適時關心總鐸區內各堂區神父，患病時能獲得的照料以及離世後的喪禮與身後事的安排。並且總鐸應常訪問總鐸區內的各堂區。其他則以特別法去明訂之。

## 總鐸
葉寶林司鐸 (Rev. Martin Ip Po Lam）

## 範圍
- 西貢聖心堂區（Sacred Heart Church）
- 聖歐爾發堂區 （St. Alfred's Church）
- 聖方濟堂區  （St. Francis' Church）
- 聖本篤堂區 （Parish of Saint Benedict）
- 聖母無玷之心堂區 （Immaculate Heart of Mary Church）
- 聖若瑟堂區  （St. Joseph's Church）
- 基督之母堂區  （Mother of Christ Church）

## 延伸閱讀
- 天主教香港教區 （页面存档备份，存于）
- 總鐸職務指引 （页面存档备份，存于）